# Przeto źle napisano
Przeto źle napisano – incipit średniowiecznego wierszowanego kolofonu w języku polskim, umieszczonego przez anonimowego kopistę na końcu dykcjonarza teologicznego z 1436 roku. Wiersz zbudowany jest z siedmiu wersów o rymach niedokładnych. Jego pierwszą transliterację opublikował w 1892 roku Aleksander Brückner. 
Za miejsce pochodzenia kodeksu wskazywana jest biblioteka benedyktynów w Sieciechowie. Do końca XVIII wieku rękopis należał do zbiorów Cesarskiej Biblioteki Publicznej w St. Petersburgu.
Tekst utworu wg Brücknera:
Przeto źle napisano,
Eże mało piwa we dzbanie imiano.
Kto nie umie niczs pisać, ten mnima,
Aby mała by była robota.
Boże miły, pofalon bądź!
Nie weźmiesz tych ksiąg,
Aliż mi trzy wierdunki dasz.